# Максимовичи (Киевская область)
Максимо́вичи (укр. Максимовичі) — село, входит в Полесский район Киевской области Украины.
Население по переписи 2001 года составляло 733 человека. Почтовый индекс — 07040. Телефонный код — 4592. Занимает площадь 5 км². Код КОАТУУ — 3223585601.
В селе родился Леонид Недогибченко — Герой Советского Союза, участник десанта Ольшанского.

## Местный совет
07040, Київська обл., Поліський р-н, с. Максимовичі, вул. Молодіжна, 1